# ドラマネ・トラオレ
ドラマネ・トラオレ（Dramane Traoré、1982年6月17日 - ）は、マリのサッカー選手。元マリ代表。ポジションはFW。

## 経歴
路上でサッカーをしていた所をドヨリバACに発見され、1997年にユースに加入した。2年を過ごしたのちに、Aチームへの昇格が見込めなかったため、スタッド・マリアンに移籍した。2000年にはクープ・ドゥ・マリで決勝戦に進出したものの、クラブ・オリンピック・ドゥ・バマコに1-0で敗北し、初タイトルとはならなかった。2001年にはドヨリバACに復帰し、U-20代表にも選出された。
2001年の終わりにエジプトのアル・イスマイリーSCへ移籍した。2003年のCAFチャンピオンズリーグでは決勝戦に進出した。また、アテネオリンピックに挑むオリンピック代表にも選出された。 
その後、チュニジアのクラブ・アフリカーンを経て、100万ユーロでFCロコモティフ・モスクワに移籍した。2009年にはFCクバン・クラスノダールにレンタル移籍した。
2010年12月末にエスペランスに2シーズンで250万ドル以上の給与で移籍した。その後、2011年にウクライナのFCメタルルフ・ドネツィクに移籍、2013年にドバイ・クラブを経て、2014年にマレーシアのPDRM FAに加入。PDRM FAでは2015年に19得点を挙げ、マレーシア・スーパーリーグの得点王に輝いた。2016年にケランタンFAに移籍した。

## タイトル

### クラブ
アル・イスマイリーSC
- エジプト・プレミアリーグ: 2002

ロコモティフ・モスクワ
- ロシア・レイルウェイズ・カップ

準優勝: 2008
エスペランス
- チュニジア・リーグ: 2011
- クープ・ドゥ・チュニジア: 2011

### 個人
- CAFチャンピオンズリーグ最優秀選手: 2003
- CAFチャンピオンズリーグ得点王: 2003（8得点）
- マレーシア・スーパーリーグ得点王: 2015（19得点）